# Liste der Monuments historiques in They-sous-Montfort
Die Liste der Monuments historiques in They-sous-Montfort führt die Monuments historiques in der französischen Gemeinde They-sous-Montfort auf.

## Liste der Immobilien
| Bezeichnung          | Beschreibung                                                            | Standort                     | Kennzeichnung | Schutzstatus | Datum | Bild |
| -------------------- | ----------------------------------------------------------------------- | ---------------------------- | ------------- | ------------ | ----- | ---- |
| Tontaubenschießstand | 1928/29 von Fernand César als Sportanlage des Thermalbads Vittel erbaut | südwestlich des Ortes (Lage) | PA00107338    | Inscrit      | 1990  |      |

## Liste der Objekte
| Bezeichnung      | Beschreibung                                    | Standort                           | Kennzeichnung | Schutzstatus | Datum | Bild |
| ---------------- | ----------------------------------------------- | ---------------------------------- | ------------- | ------------ | ----- | ---- |
| Weihnachtskrippe | Wachs, Holz, Textilien, 18. und 19. Jahrhundert | in der Kirche St-Symphorien (Lage) | PM88001808    | Inscrit      | 2010  |      |
| Kanzel           | Holz, 18. Jahrhundert                           | in der Kirche St-Symphorien (Lage) | PM88001807    | Inscrit      | 2010  |      |